# 昭節貴妃
昭節貴妃（1023年—1091年）苗氏，開封人，父苗繼宗。母許氏。宋仁宗赵祯嫔妃。
苗氏的母亲许氏原為宋仁宗的乳母，但後來被其他宫人诋毁，一度離職。宋仁宗即位，封乳母为當陽郡夫人，后又累加封至齐国夫人；封她的丈夫苗继宗为右班殿直，大女儿苗氏为永安县君；小女儿苗氏成为仁宗的妃嫔，美貌出眾，且有品德，一路歷封為仁壽郡君、才人、昭容、德妃，生下兒子康王趙昕（早殤）、女兒福康公主。
宋英宗年幼時，苗氏曾盡撫育之責，因此在英宗即位後，加封苗氏為貴妃，並贈其父為太師、吳國公，母親許氏為陳國楚國夫人。元祐六年（1091年）苗氏逝世，享年六十九。宋哲宗輟朝，出奠，发哀苑中，諡號昭節。